# Ali-Shir Nava'i
Mīr 'Ali-Shir Nava'i (9 de febrero de 1441-3 de enero de 1501), también conocido como Nizām-al-Din ʿAlī-Shīrn Herawī (chagatai-turco/persa: نظام الدین على شير هروی), Alisher Navoiy (uzbeko) y Alisher Navoí, fue un poeta, escritor, político, lingüista, místico, y pintor de Asia Central. Fue el representante más grande de la literatura de la lengua chagatai.
Nava'i creyó que las lenguas túrquicas eran superiores al persa para propósitos literarios, y defendió esta creencia en su trabajo. Enfatizó su creencia en la riqueza, precisión, y maleabilidad del vocabulario túrquico en lugar del persa dominante.
Debido a su distinguida poesía en lengua chagatai, Nava'i fue considerado por muchos en todo el mundo de habla-túrquica ser el fundador de la literatura túrquica moderna. Muchos lugares e instituciones en Asia Central fueron nombradas en honor a él.

## Vida
Ali-Shir Nava'i nació en 1441 en Herat, la cual está ubicada en el actual noroeste de Afganistán. Durante su vida, Herat fue gobernada por el Imperio timurida y fue uno de los principales centros culturales e intelectuales en el mundo musulmán. Ali-Shir perteneció al chagatai amir (o Mīr en persa) clase élite de los Timurid. Su padre, Ghiyāth ud-Din Kichkina (El Pequeño), sirvió como oficial de alto rango en el palacio de Shāhrukh Mirzā, gobernante de Jorasán. Su madre ejerció como la institutriz del príncipe en el palacio. Ghiyāth ud-Din Kichkina asumió como gobernador de Sabzawar por un tiempo. Murió mientras Ali-Shir era joven, y otro gobernante de Jorasán, Babur Ibn-Baysunkur, se hizo cargo del joven.
Ali-Shir fue discípulo de Husayn Bayqarah (Sultan Husayn Mirza Bayqara) quién más tarde sería el sultán de Jorasán. La familia de Ali-Shir fue forzada a huir Herat en 1447 después de la muerte de Shāhrukh, donde en entonces hubo una inestabilidad política. Su familia regresó a Jorasán después de que el orden público fuera restaurado en la década de 1450. En 1456, Ali-Shir y Bayqarah fueron a Mashhad con Ibn-Baysunkur. El año siguiente fallece Ibn-Baysunkur y Ali-Shir y Bayqarah partieron por distintos caminos. Mientras Bayqarah intentó establecer poder político, Ali-Shir prosiguió sus estudios en Mashhad, Herat, y Samarcanda. Después de la muerte de Abu Sa'id Mirza en 1469, Husayn Bayqarah tomó poder en Herat. En consecuencia, Ali-Shir dejó Samarcanda para unirse a su servicio. Bayqarah gobernó Jorasán por cuarenta años de manera casi ininterrumpida. Ali-Shir quedó en el servicio de Bayqarah hasta su muerte el 3 de enero de 1501. Fue enterrado en Herat.
Ali-Shir Nava'i dirigió un estilo de vida ascético, "nunca se casó o tuvo concubinas o hijos."

## Trabajo

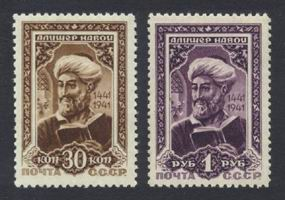
Ali-Shir Nava'i representado en los sellos de la URSS de 1942 para celebrar el 500.º aniversario de su nacimiento

Ali-Shir sirvió como asesor y administrador público para su sultán, Husayn Bayqarah. Fue también un constructor que se reporta haber fundado, restaurado, o dotado cerca de 370 mezquitas, madrazas, bibliotecas, hospitales, caravasares, y otras instituciones educativas, piadosas y benéficas en Jorasán. En Herat, fue responsable de 40 caravasares, 17 mezquitas, 10 mansiones, nueve casas de baños, nueve puentes, y 20 piscinas.
Entre las construcciones más famosas fueron el mausoleo del poeta místico del siglo XIII Farid al-Din Attar, en Nishapur (noreste de Irán) y la madraza Khalasiya en Herat. Fue uno de los colaboradores instrumentales en la arquitectura de Herat, la cual se convirtió, según las palabras de René Grousset, "la Florencia de lo que justamente se ha denominado el Renacimiento timúrida". Además, fue un promotor y patrón de la erudición de artes y letras, músico, compositor, caligráfo, pintor y escultor, y un escritor tan célebre que Bernard Lewis, un historiador renombrado del mundo islámico, lo llamó "el Chaucer de los turcomanos".

### Obras literarias
Bajo el seudónimo de Nava'i, Ali-Shir fue entre los escritores claves que revolucionaron el uso literario de las lengua túrquicas. Nava'i escribió principalmente en la lengua chagatai y produjo 30 trabajos sobre un periodo de 30 años, durante la cual el chagatai empezó a ser aceptado como una lengua prestigiosa y bien respetada en la literatura. Nava'i también escribió en persa (bajo el seudónimo Fāni), y, en un grado mucho menor, en árabe.
Sus mejores y conocidos poemas están encontrados en su cuatro divanes, o colecciones de poesía, la que tiene un total de aproximadamente 50.000 versos. Cada parte del trabajo corresponde a un periodo diferente de la vida de su persona:

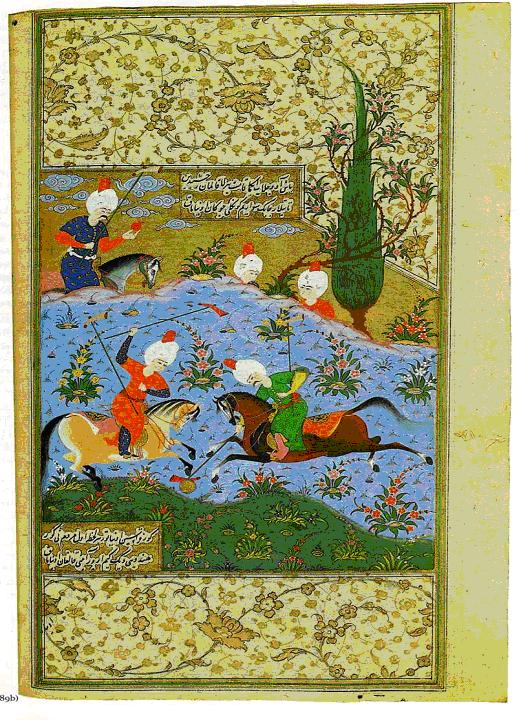
Una página del diván de Nava'i. De la biblioteca de Solimán el Magnífico.

- Ghara'ib al-Sighar (Maravillas de la Infancia)
- Navadir al-Shabab (Rarezas de la Juventud)
- Bada'i' al-Wasat (Maravillas en la Edad Madura)
- Fawa'id al-Kibar (Beneficios de la Vejez)

Para ayudar otros poetas Túrquicos, Ali-Shir escribió trabajos técnicos como Mizan al-Awzan (La Medida de Metros), y un tratado detallado de metros poéticos. Él también crafted el monumental Majalis al-Nafais (Asambleas de Hombres Señalados), una colección de 450 bosquejos biográficos de mayoritariamente poetas contemporáneos. La colección es una mina de oro de información sobre la cultura Timurid para los historiadores modernos.
Otros trabajos importantes incluyen el Khamsa (Quintuple), el cual está compuesto de cinco poemas de épica y es una imitación del Khamsa de Nizamí Ganjaví :
- Hayrat-ol-abrar (Maravillas de la Gente Buenas) (حیرت الابرار)
- Farhad va Shirin (Farhad y Shirin) (فرهاد و شیرین)
- Layli va Majnun (Layli y Majnun) (لیلی و مجنون)
- Sab'ai Sayyar (Siete Viajeros) (سبعه سیار) (sobre los siete planetas)
- Sadd-i-Iskandari (El Muro de Alejandro) (سد سکندری) (sobre Alejandro Magno)

También escribió Lison ut-Tayr (لسان الطیر o Lengua de los Pájaros, siguiendo Attar Manteq-ol-tayr منطق الطیر o Discursos de Pájaros), en el que expresa sus vistas filosóficas e ideas Sufi. Tradujo del Jami Nafahat-ul-uns (نفحات الانس) al Chagatai Turkic y lo llamó Nasayim-ul-muhabbat (نسایم المحبت).
Su Besh Hayrat (Cinco Maravillas) también da un visión en profundidad en sus vistas hacia la religión y el sufismo. Su libro de poesía persa contiene 6.000 versos (beits).
Su última obra, Muhakamat al-Lughatayn (La Prueba de las Dos Lenguas) es una comparación del túrquico y el persa y fue terminado en diciembre de 1499. Él creyó que la lengua túrquica era superior a la persa para propósitos literarios, y defendió esta creencia en su trabajo. Nava'i repetidamente enfatizó su creencia en la riqueza, precisión y maleabilidad del vocabulario túrquico en lugar de la persa.

### Lista de obras
Abajo se presenta una lista de obras de Ali-Shir Nava'i' compiladas por Suyimá Ganíyeva, una catedrática del Instituto Estatal de Estudios Orientales de Taskent.
Badoe ul-Vasat (Maravillas de la Edad Madura) – el tercer diván de Nava'i' Hazoin ul-maoniy. Consta de 650 ghazals, un mustazod, dos mukhammases, dos musaddases, un tarjeband, un casida, 60 qit'cuando, 10 chistons, y tres tuyuks. En general, Badoe ul-Vasat tiene 740 poemas y es de 5.420 versos largos. Fue compilado entre 1492 y 1498.
Waqfiya – Un trabajo documental por Nava'i. Lo escribió bajo el seudónimo de Fāni en 1481. Waqfiya Describió la vida del poeta, su mundo espiritual, sueños, y deseos incumplidos. Waqfiya es una fuente importante de información sobre la vida social y cultural en el siglo XV.
Layli wa Majnun (Layli Y Majnun) – el tercer dastan en el Khamsa. Es sobre un hombre loco con amor. Layli wa Majnun Está dividido en 36 capítulos y es de 3.622 versos largos. Fue escrito en 1484.
Lison ut-Tayr – Un poema épico que es una alegoría para la necesidad del hombre en la búsqueda de Dios. La historia empieza con los pájaros del mundo se dan cuenta de que distan mucho de su rey y su necesidad de buscarle. Empiezan un viaje largo y duro con muchas quejas, pero un pájaro sensato les anima a través de amonestaciones e historias ejemplares. Nava'i lo escribió Lison ut-Tayr bajo el seudónimo de Fāni entre 1498 y 1499. El poema es de 3.598 versos largos. En la introducción, el autor nota que escriba este poema como respuesta a Farid ud-Din Attar Mantiq-ut Tayr.
Majolis un-Nafois – Nava'i' tazkira (Antología). Escrito en 1491–92, la antología fue completada con adiciones en 1498. Consta de ocho reportes conocidos y tiene mucha información aproximadamente sobre algunos poetas en los tiempos de Nava'i'. En general, en Majolis un-Nafois Nava'i se escribió sobre 459 poetas y autores. El trabajo fue traducido tres veces al persa en el siglo XVI. También ha sido traducido al ruso.
Mahbub ul-Qulub – Nava'i' El trabajo fue escrito en 1500, un año antes de su muerte. Mahbub ul-Qulub Consta de una introducción y tres secciones principales. La primera parte es aproximadamente el estado y los deberes de clases sociales diferentes; la segunda parte es sobre asuntos morales; el tercero, la parte final contiene consejo y refranes sensatos. Mahbub ul-Qulub ha sido traducido a ruso.
Mezon ul-Avzon – trabajo de Nava'i' sobre el persa y Turkic aruz. Mezon ul-Avzon fue escrito en 1490.
Minhoj un-Najot (Los Caminos de la Salvación) – el quinto poema en la colección persa de poemas Sittai zaruriya (Las Seis Necesidades). Minhoj un-Najot es de 138 versos largos. Fue escrito en respuesta a los poemas de Khaqani y Ansori.
Munojot – Un trabajo escrito en prosa por Nava'i en los últimos años de su vida. Es una pequeña obra sobre las alegaciones y arrepentimientos de Alá. En Munojot, Nava'i escribió sobre su sueños incumplidos y remordimientos. El trabajo fue traducido al inglés en 1990. También ha sido traducido a ruso.
Munshaot (Una Colección de Letras) – una colección de letras escritas sobre las diferentes clases de personas sobre varias clases de asuntos. La colección también incluye las palabras dirigidas entre él y su hijo adoptado. Munshaot fue compilado entre 1498 y 1499. El trabajo contiene información sobre Husayn Bayqarah y Badi' al-Zaman Mirza. También contiene letras de Nava'i' expresando su sueño de realizar el peregrinaje a Hajj. En Munshaot, Nava'i proporciona mucha idea sobre la política, la sociedad, la moraleja, y los asuntos espirituales.

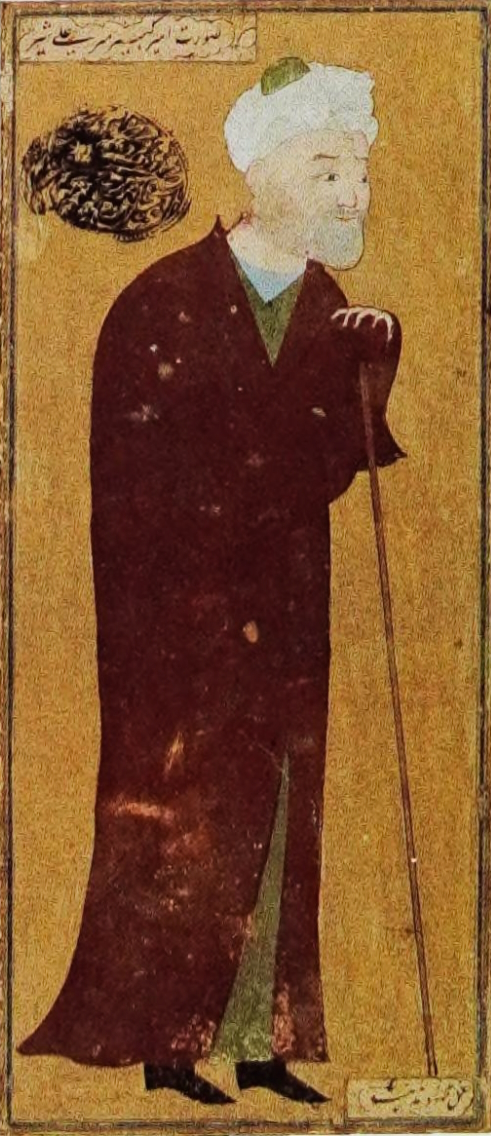
Una miniatura de Ali-Shir Nava'i del en una escuela Herat

Mufradot – Obra sobre los problemas que soluciona escrito en 1485. En este trabajo, Nava'i habla mucho sobre los tipos de problemas y ofreció sus propias soluciones. La primera sección de Mufradot titulada Hazoin-ul-maoni contiene 52 problemas en Chagatai y la segunda sección titulada Devoni Foni contiene 500 problemas en persa.
Muhakamat al-Lughatayn – Nava'i' trabajo sobre su creencia en la riqueza, precisión y maleabilidad del Túrquico en lugar del persa. En esta obra, Nava'i también escribió sobre algunos poetas quién escribió en ambos de estas lenguas. Muhakamat al-Lughatayn fue escrito en 1499.
Navodir ush-Shabob (Rarezas de la Juventud) – el segundo diván de Nava'i' Hazoin ul-maoniy. Navodir ush-Shabob Contiene 650 ghazals, un mustazod, tres muhammases, un musaddas, un tarjeband, un tarkibband, 50 qit'cuando, y 52 problemas. En general, el diván tiene 759 poemas y es 5.423.5 versos largos. Navodir ush-Shabob fue compilado entre 1492 y 1498.
Nazm ul-Javohir – Obra escrita en 1485 en agradecimiento a la risala de Husayn Bayqarah. En Nazm ul-Javohir, el significado de cada proverbio en la colección de los proverbios de Ali titulados Nasr ul-laoliy está dicho en uno ruba'i. La creación y el propósito del trabajo está dado en el prefacio.
Nasim ul-Huld – Obra qasida escrito en persa. El qasida estuvo influido por los trabajos de Khaqani y Khusrow Dehlawī . El historiador ruso Yevgeniy Bertels creyó que Nasim ul-Huld fue escrito en respuesta a Jami Jilo ur-ruh.
Risolai tiyr andohtan – Un escaso risala que sólo tiene tres páginas. El risala, el cual parece para ser un comentario en uno del hadiz, fue incluido en la incompleta obra de Nava'i' Kulliyot. Kulliyot fue publicado como libro entre 1667–1670 y constó de 17 trabajos. En su libro Navaiy, Yevgeniy Bertels escogió a Risolai tiyr andohtan como el último trabajo en su lista de 22 trabajos por Nava'i.
Rukh ul-Quds (El Espíritu Santo) – el primer qasida en colección persa de qasidas titulada Sittai zaruriya. Rukh ul-Quds, la cual tiene 132 versos largos, es sobre el amor divino.
Sab'ai Sayyor (Siete Viajeros) – el cuarto dastán en Nava'i' Khamsa. Sab'ai Sayyor Está dividido en 37 capítulos y consta de 8.005 versos largos. El poema fue escrito en 1485.
Saddi Iskandari (La muralla de Alexander) – el quinto dastán en Nava'i' Khamsa. En este trabajo, Nava'i retrata positivamente las conquistas de Alejandro Magno y expresa su punto de vista en gobernanza. Saddi Iskandari fue escrito en 1485 y consta de 88 capítulos y es 7.215 versos largos.
Siroj ul-Muslimin (La Luz de musulmanes) – Trabajo sobre la Ley islámica. Siroj ul-Muslimin fue escrito en 1499 y habla de los cinco pilares de Islam, sharia, salat, ayuno, el peregrinaje Hajj, señales de Dios, pureza religiosa, y zakat. El trabajo fue publicado por primera vez en Uzbekistán en 1992.
Tarixi muluki Ajam – Trabajo sobre los Shahs de Irán. El trabajo describe las buenas acciones que los Shahs actuaban para sus personas. Tarixi muluki Ajam fue escrito en 1488.
Tuhfat ul-Afkor – qasida en persa escrito como respuesta a Khusrow Dehlawī Daryoi abror. Este trabajo era también influido por Jami qasida Lujjat ul-asror. Tuhfat ul-Afkor Es uno del seis qasidas incluido en Nava'i' colección de poemas Sittai zaruriya.
Favoid ul-Kibar (Beneficios de la Vejez) – el cuarto diván en Nava'i' Hazoin ul-maoniy. El trabajo consta de 650 ghazals, un mustazod, dos muhammases, un musaddas, un musamman, un tarjeband, un sokiynoma, 50 qit'cuando, 80 fards, y 793 poemas. Favoid ul-Kibar Contiene 888.5 versos largos. Fue escrito entre 1492 y 1498.
Farhod wa Shirin (Farhad y Shirin) – el segundo dastán en Nava'i' Khamsa. Farhod wa Shirin, El cual fueescrito en 1484, es a menudo descrito como el Romeo y Julieta de Asia Central. El poema está dividido a 59 capítulos y es 5.782 versos largos.
Fusuli arba'Un (Las Cuatro Estaciones) – el título común del cuatro qasidas escrito en persa. Cada cual qasida es sobre una de las cuatro estaciones – Primavera (57 versos), La Parte más Caliente del Verano (71 versos), Otoño (35 versos), e Invierno (70 versos).
Hazoin ul-Maoniy – El título común de los cuatro divanes aquello incluye una compilación de poemas líricos. Hazoin ul-maoniy consta de 2.600 ghazals, cuatro mustazods, diez muhammases, cuatro tarjebands, un tarkibband, un masnaviy (una letra poética a Sayyid Khsan), un qasida, un sokiynoma, 210 qit'cuando, 133 ruba'es, 52 problemas, 10 chistons, 12 tuyuks, 26 fards, y 3.132 poemas. Hazoin ul-Maoniy Es de 22.450.5 versos (44,901 líneas) largos. Fue terminado en 1498. Dieciséis diferente géneros líricos están utilizados en esta colección.

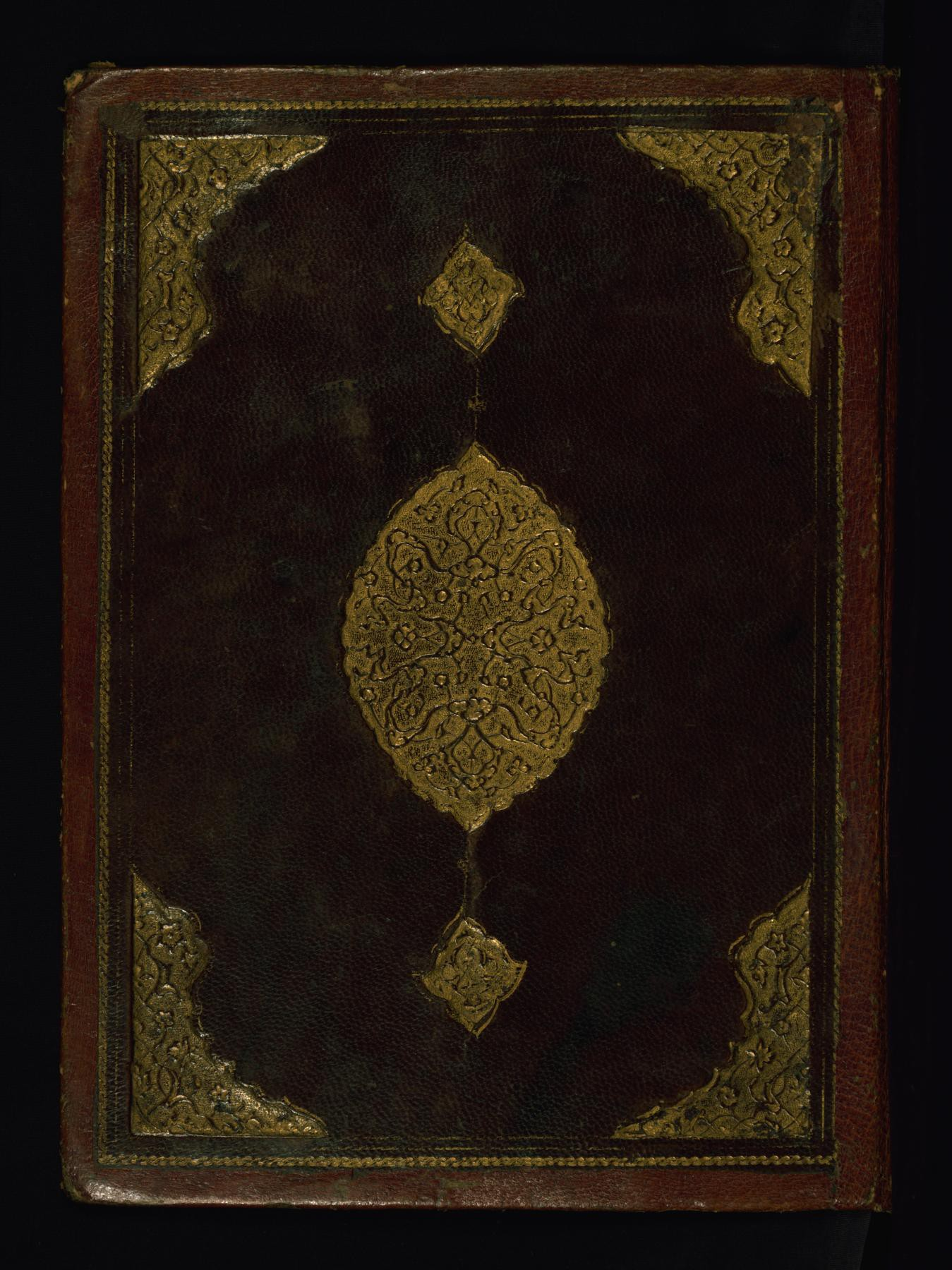
La tapa superior de Khamsa (Cinco Poemas) en exhibición en el Museo Walters. Esta copia data del.

Khamsa – El título común de los cinco dastanes por Nava'i que fueron escritos entre 1483–85. Con este trabajo Nava'i estableció un precedente para la literatura de calidad en Chagatay. Los cinco dastanes incluyen en Nava'i' Khamsa es:
1. Hayrat ul-Abror (Maravillas de Personas Buenas) – 64 capítulos, 3.988 versos largos; escrito en 1483;
2. Farhad wa Shirin (Farhad y Shirin) – 59 capítulos, 5.782 versos mucho tiempo; escrito en 1484;
3. Layli wa Majnun (Layli y Majnun) – 36 capítulos, 3.622 versos largos; escrito en 1484;
4. Sab'ai Sayyor (Siete Viajeros) – 37 capítulos, 8.008 versos mucho tiempo; escrito en 1485;
5. Saddi Iskandari (La muralla de Alexander) – 83 capítulos, 7.215 verso mucho tiempo; escrito en 1485.

Hamsat ul-Mutaxayyirin – Obra sobre el Jami escrito en 1494. El trabajo consta de una introducción, tres secciones, y una conclusión. En la introducción, Nava'i escribe sobre la genealogía Jami, nacimiento, crianza, estudios, y aproximadamente cómo se convierte en un científico y un poeta. La primera parte dice sobre el mundo espiritual Jami, y sus ideas sobre trabajos creativos; la segunda parte revela la cercanía entre Nava'i y Jami en colaboraciones creativas. La conclusión arroja luz sobre la muerte de Jami. Incluye un elogio Nava'i' en persa aquello consta de siete secciones de diez líneas.
Gharoyib nos-Sighar (Maravillas de la Infancia) – el primer diván en Nava'i' Hazoin ul-maoniy. El trabajo consta de 650 ghazals, un mustazod, tres muhammases, un musaddas, un tarjeband, un masnaviy, 50 qit'as, 133 ruba'es, y 840 poemas. Gharoyib nos-Sighar es de 5.718.5 versos (11.437 líneas) largos. Fue compilado entre 1492 y 1498.
Hayrat ul-Abror (Maravillas de la Gente Buena) – el primer dastán en Nava'i' Khamsa. El trabajo está dividido en 64 capítulos y 3.988 versos largos. Hayrat ul-Abror fue escrito en 1483.

## Influencia de Nava'i
Nava'i tuvo una gran influencia en áreas distantes como la India al este y el Imperio Otomano al oeste. Su influencia puede ser encontrado en Asia Central, la actual Turquía, Tartaristán en Rusia, y todas otras áreas donde haya hablantes túrquicos.
- Babur, fundador del Imperio mogol en la India y el autor de Baburnama, fue fuertemente influenciado por Nava'i y escribió sobre su respeto hacia el escritor en su memorias.
- Los otomanos fueron altamente conscientes de su patrimonio en Asia Central; Solimán el Magnífico fue impresionado por Nava'i y Diván -i Neva'i, Khamsa, y Muhakamat añadió a su biblioteca personal.[10]
- El renombrado poeta Azari Fuzûlî, quién escribió bajo los auspicios de los imperios Safávida y Otomano, fueron fuertemente influidos por el estilo de Nava'i.
- Nava'i fue considerado el poeta nacional de Uzbekistán en la cultura uzbeka.[11]

## Legado
Nava'i es uno de los poetas más amados entre los pueblos túrquicos de Asia Central. Es generalmente considerado como el representante más grande de la literatura de lengua chagatai. Su dominio en la lengua chagatai era tal que se hizo conocida como "la lengua de Nava'i".
A pesar de que todas las aplicaciones de las modernas etnias de Asia Central a las personas en los tiempos de Nava'i' son anacrónicas, fuentes soviéticas y uzbekas consideran a Nava'i como un uzbeko étnico. Maria Subtelny ha propuesto que Ali-Shir Nava'i fue un descendiente de los escribas Bakhshi, el cual ha dirigido algunas fuentes para llamar Nava'i un descendiente de Uyghurs. Aun así, otros becarios como Kazuyuki Kubo discrepan de ese punto de vista.
Las fuentes soviéticas y uzbekas sostienen que Nava'i contribuyó significativamente al desarrollo del Idioma uzbeko y lo consideran el fundador de la literatura uzbeka. A inicios del siglo XX, la política lingüística soviética rebautizó el la lengua chagatai "uzbeko antiguo", lo cual, según Edward A. Allworth, "distorsionó gravemente la historia literaria de la región" y fue usado para dar a autores como Ali-Shir Nava'i una identidad uzbeka.
En diciembre de 1941, toda la Unión Soviética celebró el aniversario número 500 de Nava'i'. En el Sitio de Leningrado, el orientalista armenio Joseph Orbeli dirigió un festival dedicado a Nava'i. Nikolái Lébedev, un joven especialista en la Literatura Oriental, quién adoleció distrofia aguda y ya no podía caminar, dedicó los últimos momentos de su vida a la lectura poética de Nava'i' "Siete Planetas".
Muchos lugares e instituciones en Uzbekistán y otros países de Asia Central están nombrados en honor a Ali-Shir Nava'i. La Provincia de Navoiy, la ciudad de Navoi y, la Biblioteca Nacional de Uzbekistán nombrado después como Alisher Navoiy, la Ópera y el Teatro de Ballet, Alisher Navoiy estación de metro de Taskent, y Aeropuerto Internacional de la ciudad de Navoiy – todos fueron nombrados en su honor.
Muchos de los gazales de Nava'i' están presentes en el Uyghur Doce Muqam, particularmente en la introducción conocida como Muqäddimä. También aparecen en la populares canciones del folclore uzbeko y en los trabajos de muchos cantantes uzbekos, como Sherali Jo‘rayev. Los trabajos de Ali-Shir Nava'i' también han sido escenificados como obras de teatgro por dramaturgos uzbekos.